# Denmark Open/Herreneinzel
Folgend die Sieger und Finalisten der Denmark Open im Badminton im Herreneinzel.
| Jahr      | Sieger                   | Finalist               | Ergebnis            |
| --------- | ------------------------ | ---------------------- | ------------------- |
| 1936      | Poul Vagn Nielsen        |                        |                     |
| 1937      | Maurice W. Field         |                        |                     |
| 1938      | Ong Hock Sim             |                        |                     |
| 1939      | Tage Madsen              | Ralph Nichols          | 15-10, 15-9         |
| 1939 1945 | nicht ausgetragen        | nicht ausgetragen      | nicht ausgetragen   |
| 1946      | Conny Jepsen             |                        |                     |
| 1947      | Poul Holm                |                        |                     |
| 1948      | Jørn Skaarup             |                        |                     |
| 1949      | David G. Freeman         | Ooi Teik Hock          |                     |
| 1950      | Nils Jonson              |                        |                     |
| 1951      | Wong Peng Soon           | Eddy Choong            | 15-8, 15-5          |
| 1952      | Jørn Skaarup             |                        |                     |
| 1953      | Eddy Choong              | Finn Kobberø           | 15-3, 15-7          |
| 1954 1955 | nicht ausgetragen        | nicht ausgetragen      | nicht ausgetragen   |
| 1956      | Finn Kobberø             |                        |                     |
| 1957 1965 | nicht ausgetragen        | nicht ausgetragen      | nicht ausgetragen   |
| 1966      | Svend Andersen           | Knud Aage Nielsen      | 15-3, 15-9          |
| 1967      | Tan Aik Huang            | Erland Kops            | 15-7, 15-11         |
| 1968      | Erland Kops              |                        |                     |
| 1969      | Svend Andersen           | Tom Bacher             | 15-5, 15-7          |
| 1970      | Ippei Kojima             | Erland Kops            | 15-3, 15-10         |
| 1971      | Rudy Hartono             | Ippei Kojima           | 14-18, 15-14, 15-11 |
| 1972      | Svend Pri                | Ippei Kojima           | 15-9, 15-5          |
| 1973      | Rudy Hartono             | Flemming Delfs         | 17-14, 15-12        |
| 1974      | Svend Pri                | Sture Johnsson         | 15-11, 15-5         |
| 1975      | Rudy Hartono             | Svend Pri              | 12-15, 15-0, 15-7   |
| 1976      | Svend Pri                | Flemming Delfs         | 9-15, 15-5, 15-10   |
| 1977      | Flemming Delfs           | Svend Pri              | 15-12, 15-7         |
| 1978      | Liem Swie King           | Thomas Kihlström       | 8-15, 15-9, 15-7    |
| 1979      | Flemming Delfs           | Morten Frost           | 15-7, 15-7          |
| 1980      | Prakash Padukone         | Morten Frost           | 15-7, 18-13         |
| 1981      | Morten Frost             | Prakash Padukone       | 15-7, 15-5          |
| 1982      | Morten Frost             | Prakash Padukone       | 15-7, 15-8          |
| 1983      | Morten Frost             |                        |                     |
| 1984      | Morten Frost             | Jens Peter Nierhoff    | 15-1, 15-2          |
| 1985      | Morten Frost             | Sung Han-kuk           | 15-4, 15-5          |
| 1986      | Morten Frost             | Michael Kjeldsen       | 15-9, 15-10         |
| 1987      | Torben Carlsen           | Darren Hall            | 15-7, 15-4          |
| 1988      | Poul-Erik Høyer Larsen   | Zhang Qingwu           | 15-9, 18-16         |
| 1989      | Morten Frost             | Zhao Jianhua           | 15–12, 15–13        |
| 1990      | Poul-Erik Høyer Larsen   | Morten Frost           | 4–15, 15–10, 17–14  |
| 1991      | Hermawan Susanto         | Poul-Erik Høyer Larsen | 8–15, 15–2, 15–8    |
| 1992      | Darren Hall              | Poul-Erik Høyer Larsen | 15–11, 18–13        |
| 1993      | Poul-Erik Høyer Larsen   | Jens Olsson            | 15-11, 15-2         |
| 1994      | Poul-Erik Høyer Larsen   | Alan Budikusuma        | 17-18, 15-4, 15-10  |
| 1995      | Poul-Erik Høyer Larsen   | Hendrawan              | 17–18, 17–14, 17–16 |
| 1996      | Thomas Stuer-Lauridsen   | Ong Ewe Hock           | 6-15, 15-7, 15-12   |
| 1997      | Dong Jiong               | Peter Gade             | 15–17, 15–11, 15–12 |
| 1998      | Peter Gade               | Dong Jiong             | 15–8, 17–14         |
| 1999      | Poul-Erik Høyer Larsen   | Wong Choong Hann       | 17-15 15-4          |
| 2000      | Peter Gade               | George Rimarcdi        | 15–11, 15–12        |
| 2001      | Bao Chunlai              | Lin Dan                | 7–5, 7–1, 7–0       |
| 2002      | Chen Hong                | Kenneth Jonassen       | 15-9, 9-15, 15-6    |
| 2003      | Lin Dan                  | Chen Yu                | 15–4, 15–6          |
| 2004      | Lin Dan                  | Xia Xuanze             | 15–12, 15–11        |
| 2005      | Lee Chong Wei            | Muhammad Hafiz Hashim  | 17–14, 15–8         |
| 2006      | Chen Hong                | Chen Yu                | 21–18, 21–18        |
| 2007      | Lin Dan                  | Bao Chunlai            | 21–15, 21–12        |
| 2008      | Peter Gade               | Joachim Persson        | 21–18, 17–21, 21–14 |
| 2009      | Simon Santoso            | Marc Zwiebler          | 21-14, 21-6         |
| 2010      | Jan Ø. Jørgensen         | Taufik Hidayat         | 21-19, 21-19        |
| 2011      | Chen Long                | Lee Chong Wei          | 21-15, 21-18        |
| 2012      | Lee Chong Wei            | Du Pengyu              | 15-21, 21-12, 21-19 |
| 2013      | Chen Long                | Lee Chong Wei          | 24-22, 21-19        |
| 2014      | Chen Long                | Shon Wan-ho            | 21-19, 24-22        |
| 2015      | Chen Long                | Tommy Sugiarto         | 21-12, 21-12        |
| 2016      | Tanongsak Saensomboonsuk | Son Wan-ho             | 21-12, 23-21        |
| 2017      | Srikanth Kidambi         | Lee Hyun-il            | 21-10, 21-5         |
| 2018      | Kento Momota             | Chou Tien-chen         | 22-20, 16–21, 21-15 |
| 2019      | Kento Momota             | Chen Long              | 21-14, 21-12        |
| 2020      | Anders Antonsen          | Rasmus Gemke           | 18-21, 21-19, 21-12 |
| 2021      | Viktor Axelsen           | Kento Momota           | 20-22, 21-18, 21-12 |
| 2022      | Shi Yuqi                 | Lee Zii Jia            | 21-18, 16–21, 21-12 |
| 2023      | Weng Hongyang            | Lee Zii Jia            | 21-12, 21-6         |
| 2024      | Anders Antonsen          | Koki Watanabe          | 21-15, 21-16        |